# اودئون میدان لستر
اودئون لوکس میدان لستر (انگلیسی: Odeon Luxe Leicester Square) یک سینما در ضلع شرقی میدان لستر در لندن است.
این سینما که در سال ۱۹۳۷ و به سبک آرت دکو ساخته شده، چهار سالن نمایش دارد که سالن اصلی ۸۰۰ صندلی و سه سالن دیگر، ۳۵، ۴۲ و ۴۱ صندلی دارند (جمعاً ۹۱۸ صندلی). این سینما، قابلیت نمایش فیلم‌های ۳۵ میلی‌متری، ۷۰ میلی‌متری و دیجیتال را دارد.